# Spathius pammelas
Spathius pammelas är en stekelart som beskrevs av Chao 1978. Spathius pammelas ingår i släktet Spathius och familjen bracksteklar. Inga underarter finns listade i Catalogue of Life.